# Foresta Demaniale del Circeo
Foresta Demaniale del Circeo este o arie protejată (arie specială de conservare — SAC, sit de importanță comunitară — SCI) din Italia întinsă pe o suprafață de 3.007 ha, integral pe uscat.

## Localizare
Centrul sitului Foresta Demaniale del Circeo este situat la coordonatele 41°20′14″N 13°02′39″E / 41.337222°N 13.044167°E.

## Înființare
Situl Foresta Demaniale del Circeo a fost declarat sit de importanță comunitară în iunie 1995 pentru a proteja 12 specii de animale. Situl a fost protejat și ca arie specială de conservare în august 2017.

## Biodiversitate
Situată în ecoregiunea mediteraneană, aria protejată conține 4 habitate naturale: Dune cu vegetație ierboasă Brachypodietalia cu specii anuale, Păduri panonice-balcanice de stejar turcesc - stejar sesil, Păduri mixte riverane de Quercus robur, Ulmus laevis și Ulmus minor, Fraxinus excelsior sau Fraxinus angustifolia, de-a lungul marilor râuri (Ulmenion minoris), Iazuri temporare mediteraneene.
La baza desemnării sitului se află mai multe specii protejate:
- păsări (5): caprimulg (Caprimulgus europaeus), șoimul rândunelelor (Falco subbuteo), sfrâncioc roșiatic (Lanius collurio), gaia neagră (Milvus migrans), viespar (Pernis apivorus)
- amfibieni (1): Triturus carnifex
- mamifere (2): liliac cu aripi lungi (Miniopterus schreibersii), liliacul mare cu potcoavă (Rhinolophus ferrumequinum)
- nevertebrate (1): croitorul mare al stejarului (Cerambyx cerdo)
- reptile (3): șarpele cu patru dungi (Elaphe quatuorlineata), țestoasa de baltă (Emys orbicularis), țestoasă bănățeană (Testudo hermanni)

Pe lângă speciile protejate, pe teritoriul sitului au mai fost identificate 14 specii de plante, 1 specie de păsări, 1 specie de amfibieni, 3 specii de mamifere, 2 specii de nevertebrate, 1 specie de reptile.